# Karl Schulze
Karl Schulze, född den 5 mars 1988 i Dresden i Tyskland, är en tysk roddare.
Han tog OS-guld i scullerfyra i samband med de olympiska roddtävlingarna 2012 i London.
Vid de olympiska roddtävlingarna 2016 i Rio de Janeiro tog han återigen guld i scullerfyra. Vid olympiska sommarspelen 2020 i Tokyo slutade Schulze på åttonde plats i scullerfyra.